# Spyridon Kalentzis
Spyridon Kalentzis (en griego: Σπυρίδων Καλέντζης; 26 de diciembre de 1996) es un deportista griego que compite en remo. Ganó una medalla de bronce en el Campeonato Mundial de Remo en Sala de 2025, en la prueba de 500 m.

## Palmarés internacional
| Campeonato Mundial | Campeonato Mundial | Campeonato Mundial | Campeonato Mundial |
| Año                | Lugar              | Medalla            | Prueba             |
| ------------------ | ------------------ | ------------------ | ------------------ |
| 2025               | Sede virtual       | Medalla de bronce  | 500 m              |